# Silvesterfeier am Brandenburger Tor

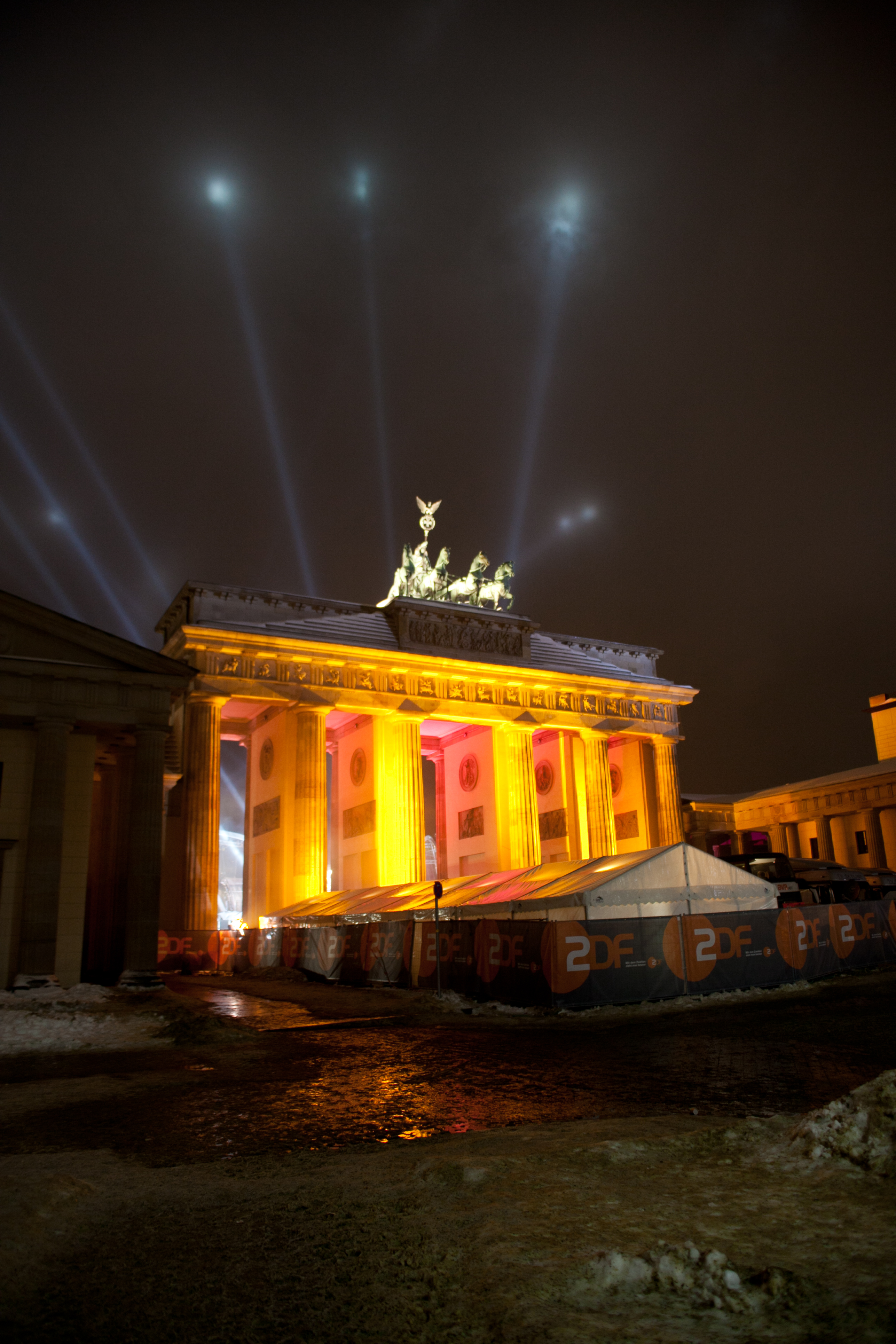
Silvester am Brandenburger Tor, 2010

Die Silvesterfeier am Brandenburger Tor in Berlin hat ihren Ursprung neben den Bräuchen zum Altjahresabend in der ausgelassenen Feier zum Jahreswechsel 1989/1990 im Zuge der deutschen Wiedervereinigung.

## Vorgeschichte der Berliner Silvesterfeiern

### 19. Jahrhundert
Die ersten Jahreswendfeiern der Berliner auf öffentlichen Plätzen fanden im 19. Jahrhundert statt. Anfangs zogen die Einwohner in der Silvesternacht mit Lärmen, Tuten und Peitschenknallen durch die Stadt. Im Jahr 1864/1865 klagte eine Zeitung, dass „der Jahreswechsel immer größer in Berlin wird“. In manchen Jahren kam es auf der Straße Unter den Linden zwischen der Polizei und den Feiernden zu Zusammenstößen, sodass die Polizisten von den Waffen Gebrauch machten und mehrere Menschen verletzt wurden. In der Königstraße ließen im 19. Jahrhundert am Silvesterabend vom Turm des Rathauses Bläserchöre besinnliche Lieder erklingen. Gegen Mitternacht trafen sich im Hof des Postfuhramts in der Oranienburger Straße die Postillons und begrüßten das neue Jahr mit Gesängen.
Erwähnenswert ist die traditionelle Eierfahrt auf der Oberspree oder auf der Havel: Diejenige Bootsmannschaft, die als erste in den Gartenlokalen am Wasser nach Mitternacht im neuen Jahr anlegte, bekam eine Mandel Eier; der Name des Ruderclubs, der gesiegt hatte, wurde mit Kreide an die Wirtshaustür geschrieben, wo er bis zum nächsten Jahr stand.

### 20. Jahrhundert
Die Wende vom 19. zum 20. Jahrhundert wurde als zentrale Feier zwischen dem Schloßplatz und dem Roten Rathaus organisiert. Um Mitternacht läuteten alle Glocken der umliegenden Kirchen, Kanonen wurden abgefeuert und die Stadtkapelle ließ Fanfaren erklingen. Tausende Berliner begrüßten das Jahr 1900 mit „Prosit Neujahr“-Rufen. Die Reichspost gab eine Schmuckpostkarte mit aufgedruckter Fünfpfennig Briefmarke heraus. Der Verkauf wurde wegen hoher Nachfrage auf zehn Stück pro Person begrenzt. das galt für ganz Deutschland, nichts typisch Berlinisches.

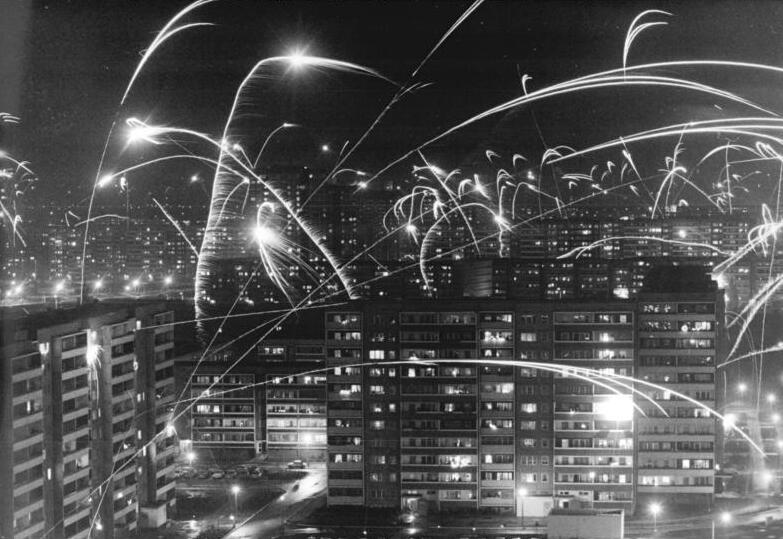
Individuelles Silvesterfeuerwerk im damaligen Stadtbezirk Marzahn, 1984

In den Jahren der beiden Weltkriege fanden keine zentralen Silvesterfeiern in Berlin statt. Auch während der Teilung Deutschlands und der Teilung der Stadt beschränkte sich die Begrüßung des neuen Jahrs auf ein zentrales Feuerwerk auf dem damaligen Marx-Engels-Platz in Ost-Berlin sowie Musik- und Kulturveranstaltungen in West-Berlin, meist um die Gedächtniskirche herum. Außerdem gab es ab den 1960er Jahren „Silvesterraketen für Jedermann“ zu kaufen, die dann in den Wohngebieten für Stimmung sorgten.

## Wiedervereinigung

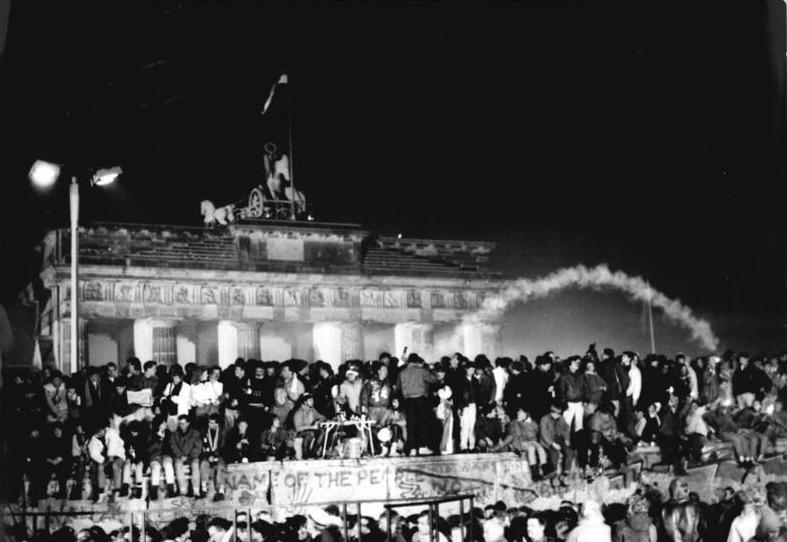
Berliner Silvesterfeier 1990

### Etablierung der Jahreswendfeier am Brandenburger Tor
Im Jahr nach der politischen Wende feierten Berliner, nun wieder vereint, eine Jahreswendfeier rund um das Brandenburger Tor, begleitet von einem Feuerwerk. Die minutenlange Darbietung kam bei den eigens angereisten Touristen und den Berlinern sehr gut an. Einige Besucher kletterten sogar auf das Tor und beschädigten es. Aufgrund der großen Resonanz und der weltweiten Aufmerksamkeit für diese besondere Feier wird seit dem Jahr 1990 jedes Jahr am Brandenburger Tor die Silvesterparty gefeiert.
Zum Millennium, der Wende vom 20. zum 21. Jahrhundert, richtete der Senat von Berlin zusammen mit mehreren Sponsoren eine Silvesterparty vom Brandenburger Tor bis zur Siegessäule, der zwei Kilometer langen „Festmeile“, aus. Die Feierei beschränkt sich jedoch nicht mehr auf historische Orte im Stadtzentrum. Clubs, Hotels und Schaubühnen laden Gäste ein, Künstler und Musikgruppen aus aller Welt treten auf. Im Jahr 2015 sollen rund eine Million Touristen zur Silvesterparty in Berlin gewesen sein. Diese Entwicklung führt zu mehr Kommerz und ist nicht mehr überwiegend besinnlich wie in früheren Jahrhunderten. Mehrere Berliner gestalten sich inzwischen ihr eigenes Silvesterfeuerwerk, weil es immer mehr Schmuckraketen und Feuerwerksbomben zu kaufen gibt. Trendforscher vermuteten vor der Millenniumsfeier 1999/2000, dass weltweit eine Art Besinnung bei der Feier des Jahreswechsels stattfinde: „Kuscheln statt Krachen“ heiße die neue Devise. Die Realität hat das aber nicht bestätigt.

### Festmeile
Die sib Silvester in Berlin Veranstaltungen GmbH wurde eigens für die regelmäßige Organisation dieser Feier gegründet.
Der zwei Kilometer lange Straßenabschnitt der Straße des 17. Juni vom Brandenburger Tor bis zur Siegessäule wird für sämtlichen Verkehr gesperrt. Bühnen werden aufgestellt und Musikstars aus aller Welt und aller Genres eingeladen. Hinzu kommen Fahrgeschäfte wie ein Riesenrad sowie zahlreiche Imbissstände. Videowände, Licht- und Laserinszenierungen begleiten die Veranstaltung. Das Besondere ist das Höhenfeuerwerk um Mitternacht. Hier wird zahlreiches Feuerwerk abgebrannt, der Wert wird von den Veranstaltern mit rund Millionen Euro angegeben.
Seit den Terroranschlägen in mehreren Städten und bei Großveranstaltungen in den vergangenen Jahren wird das Festgelände mit Sicherheitszäunen abgesperrt und es finden Eingangskontrollen an den fünf Zugängen statt. Das Mitbringen von eigenem Feuerwerk, von Flaschen, Dosen, spitzen Gegenständen, Alkohol und Waffen ist untersagt. Polizisten, Ordner, Feuerwehrleute und Arzthelfer sind im Einsatz.
Nach dem Ende der Feier, ab fünf Uhr morgens, rückt die Stadtreinigung mit 150 Maschinen und 600 Mitarbeitern an, um Berge von Müll zu beseitigen. Die schnelle Säuberung ist auch deshalb erforderlich, weil vormittags ein Neujahrslauf stattfindet, der das Brandenburger Tor zum Ziel hat.
Euphorisch bezeichnen manche Berichterstatter im Sinne eines Euphemismus die Feier als „größte open-air-Party auf dem Globus“. Fernsehstationen aus aller Welt übertragen Bilder. Zumindest gilt sie am Brandenburger Tor als größte öffentliche Silvesterfeier in Europa, die vor allem Engländer, Franzosen und Asiaten anzieht.

## Fernsehen
Verschiedene Sender sendeten zum Jahreswechsel von Orten mit dem Brandenburger Tor im Hintergrund, ohne dabei die Feier selbst zu übertragen. So wurde zum Jahreswechsel 2000/2001 aus dem Musikantenstadl im Ersten zu Anne Will geschaltet. Zum Jahreswechsel 1998/1999 übertrug das ZDF mit der Moderatorin Nina Ruge den Jahreswechsel.
Vom Jahreswechsel 1997/1998 bis 2002/2003 wurde die Veranstaltung unter dem Titel Die große Sat.1 Silvester Party bei Sat.1 übertragen. Zum Jahreswechsel 2003/2004 wurde nicht mehr die Feier direkt, sondern nur noch von einem Gebäude mit der Feier im Hintergrund gesendet.
Vom Jahreswechsel 2007/2008 bis 2009/2010 wurde die Veranstaltung unter dem Titel Welcome 20xx live bei RTL II übertragen.
Seit dem Jahreswechsel 2010/2011 überträgt das ZDF die Veranstaltung jedes Jahr unter dem Titel Willkommen 20xx. Die Sendung wurde auch am 31. Dezember des „Corona-Jahres“ 2020 ausgestrahlt; die Bühnenauftritte fanden jedoch ohne physisch anwesende Zuschauer statt.
In den letzten Jahren waren folgende Künstler auf der Showbühne vor dem Berliner Wahrzeichen: Culture Beat, The Drapers feat, Yolanda B Cool, Die Prinzen, Paul Potts, Bonnie Tyler, Adoro, Udo Jürgens, Peter Maffay, Frida Gold, Glasperlenspiel, Johnny Logan, Kim Wilde, DJ BoBo, The Bosshoss, Hermes House Band, Hot Banditoz, Asaf Avidan, Ewig, Jürgen Drews, Annett Louisan, Magic Affair, Michael Patrick Kelly, Stanfour, Gregor Meyle, Boney M., The Sweet, Purple Schulz, Rednex, Nana, Höhner, Whigfield, Spider Murphy Gang, Oli P., Stereoact, The Rasmus, Bell, Book & Candle, Frontm3n, Lucenzo, XOV, Mark Forster, Alexa Feser, Bellini, The Baseballs, Marquess, Oceana, Loona, Velile, Leslie Mandoki & The Soulmates, Caught in the Act, Katherine Jenkins und dem Staatlichen Russischen Ballett Moskau, Mr. President aka LayZee, FACE meets VOICE A Milli Vanilli Experience, R.I.O. feat. U-Jean, Madcon, Alice Merton, Namika, Tony Hadley, Eagle-Eye Cherry, Mandy Capristo & Larsito, Eloy de Jong, Joris, Nico Santos, die Reunion der Village People, Axel Fischer, Kerstin Ott, Justin Jesso, East17, Karat, Younotus, Mando Diao